# Valerio Agnoli
Valerio Agnoli (født 6. januar 1985) er en italiensk professionel cykelrytter, som cykler for det professionelle cykelhold Bahrain Victorious.